# Burg (Magdeburg)
 For alternative betydninger, se Burg. (Se også artikler, som begynder med Burg)
Burg er administrationsby, eller Kreisstadt i landkreis Jerichower Land i den tyske delstat Sachsen-Anhalt.

## Geografi
Burg ligger cirka 25 km nordøst for delstatshovedstaden Magdeburg. Vigtige vandløb i Burg er floden Ihle Elben-Havel-Kanalen. Floden Elben danner den nord-vestlige bygrænse. Området omkring byen er dannet i istiden, og præget af landskabsformerne i Fläming, på hvis udløbere Burg ligger.

### Bydele og bebyggelser
Til byen Burg hører følgende bydele og bebyggelser:
- Blumenthal
- Detershagen
- Gütter
- Ihleburg
- Madel
- Niegripp
- Parchau
- Schartau

Bebyggelser:
- Obergütter
- Überfunder
- Waldfrieden
- Waldschule

## Seværdigheder
- Vandtårn (1902)
- Heksetårnet (12. århundrede)
- Berliner Porttårn (14. århundrede)
- Rådhus (1224 nævnt første gang)
- Bismarck-Tårnet, i folkemunde Fläming-Turm (indviet 1907)
- Kirken "Unser Lieben Frauen" (nævnt første gang 1186)
- Sankt Petrikirken (ref.)
- Sankt Nicolai Kirken (ev.)
- Sankt Johannes Kirken (kath.)

### Personligheder
- Militærhistorikeren Carl von Clausewitz, (1. juli 1780 – 16. november 1831 in Breslau),

blev født i Burg